# 芸備の道
- 街道をゆく > 神戸・横浜散歩、芸備の道 > 芸備の道

『芸備の道』（げいびのみち）は、司馬遼太郎の紀行文集『街道をゆく』の第21巻第1章。「週刊朝日」の1979年7月20日号から10月12日号に連載された。旅の時期は1972年（昭和47年）6月4日-6月7日。

## 対象地域および行程など
- 対象地域

広島県高田郡吉田町 (広島県)から広島県三次市まで
- 登場する同行者
  - 須田（詩人、当時45歳）
  - 長谷（画家、『花神』の仲間）
  - 山田（朝日新聞記者、橋本申一）

- 全行程

広島駅→壇ノ浦（下関海峡、赤間神宮）→三田尻→吉見→湯田温泉→山口市（瑠璃光寺）→野坂峠→津和野→益田市（医光寺）

## 安芸門徒

### 話題
- 戦国期の「中国者（毛利家）の律義」

### 行程
この稿では、終始長州人論が展開されるため、行程というべきものはない。最後に、「さて、長州路へゆかねばならない。」と自らを紀行に誘っている。

### 登場人物
- 歴史上の人物
  - 慧雲
  - 織田信長
  - 親鸞
  - 徳川家康
  - 毛利元就
  - 香川正矩

### 書名
- 陰徳太平記八十一巻

## 三業惑乱

### 登場人物
- 歴史上の人物
  - キリスト
  - 空海
  - 最澄
  - 釈迦
  - 親鸞
  - 大瀛

- その他
  - よく肥った中年のタクシー運転手

### 地名
- 可部町屋

## 川と里

### 登場人物
- 歴史上の人物

| |                                                           |  |
| - - 入江九一 - 織田信長 - 桂太郎 - 桂広澄 - 木戸孝允 - 国司信濃 - 高杉晋作 - 野村和作 - 福原越後 - 毛利輝元 | - - 毛利元就 - 山県有朋 - 吉田松陰 - ヨハネス・デ・レーケ |  |

- その他
  - 富山和子
  - 勝田の路傍の店の女主人
  - 若いタクシー運転手

## 町役場

### 登場人物
- 歴史上の人物

## 元就の枯骨

### 登場人物
- 歴史上の人物

## 猿掛城の女人

### 登場人物
- 歴史上の人物

## 西浦の里

### 登場人物
- 歴史上の人物

## 高林坊

### 登場人物
- 歴史上の人物

## 三次へ

### 登場人物
- 歴史上の人物

## 水辺の民

### 登場人物
- 歴史上の人物

## 岩脇古墳

### 登場人物
- 歴史上の人物

## 鉄穴流し

### 登場人物
- 歴史上の人物

## 鳳源寺

### 登場人物
- 歴史上の人物